# 브루나이 주재 외국공관 목록

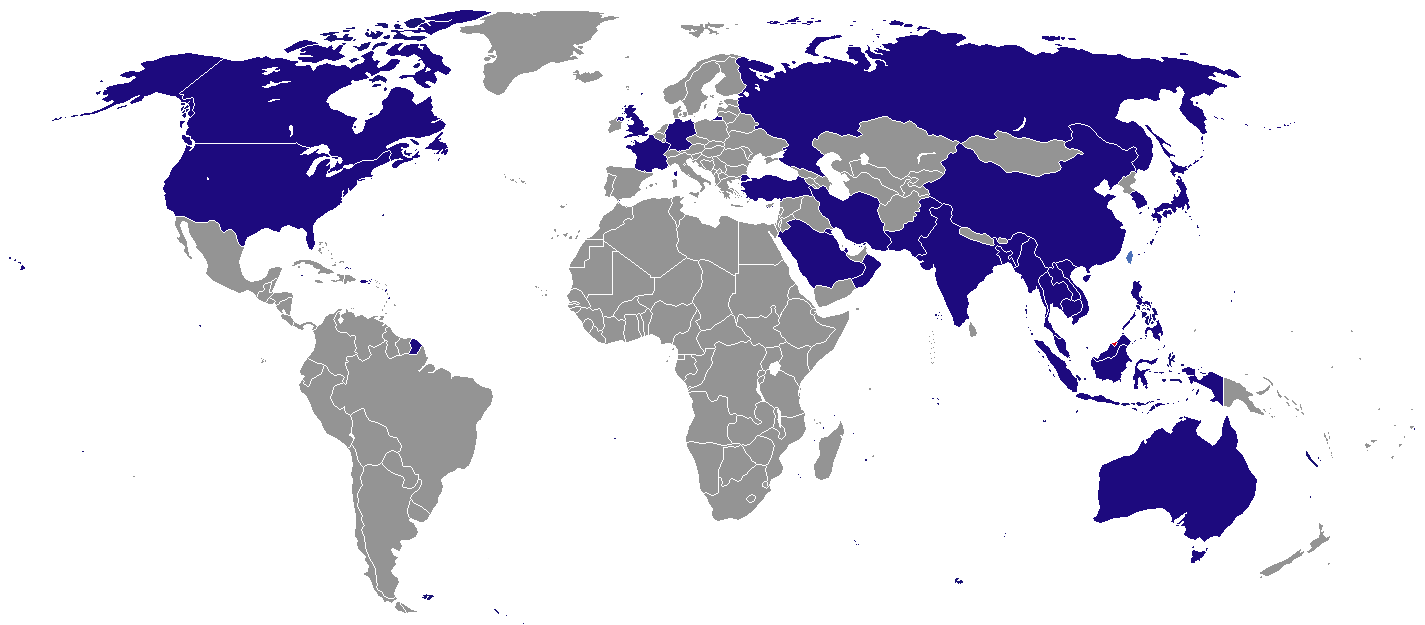
브루나이에 상주하고 있는 외국공관들.

브루나이 주재 외국공관 목록은 브루나이에 주재하는 외국공관(대사관 및 고등판무관 사무소 등)과 함께 브루나이와 외교 관계는 수립했으나, 브루나이에 공관을 설치하지 않은 국가에 대해 다룬다. 현재 반다르스리브가완에 대사관을 설치한 국가는 29개국이다.

## 대사관 및 고등판무관 사무소
브루나이에 설치된 대사관 또는 고등판무관 사무소는 대부분 반다르스리브가완에 상주하고 있다.
| - 오스트레일리아 - 방글라데시 - 미얀마 - 캄보디아 - 캐나다 - 중국 - 프랑스 - 독일 - 인도 - 인도네시아 - 이란 - 일본 - 대한민국 (대사관) - 쿠웨이트 - 라오스 | - 말레이시아 - 오만 - 파키스탄 - 필리핀 - 카타르 - 러시아 - 사우디아라비아 - 싱가포르 - 태국 - 동티모르 - 튀르키예 - 영국 - 미국 - 베트남 |

## 대표부
- 중화민국 (타이베이 경제·문화 사무처)

## 공관 개설 예정국
- 브라질 (대사관)
- 조선민주주의인민공화국 (대사관)
- 트리니다드 토바고 (고등판무관 사무소)

## 비상주공관
다음 국가들은 브루나이와 외교 관계는 이미 수립하였으나 브루나이에 대사관 또는 고등판무관 사무소를 설치하지 못한 국가들이다. 다만, 지역을 명시하지 않은 해당 도시는 쿠알라룸푸르를 의미한다.
| - 아프가니스탄 - 알바니아 - 알제리 (자카르타) - 앙골라 - 아르헨티나 - 오스트리아 - 아제르바이잔 - 벨라루스 (베이징시) - 벨기에 (싱가포르) - 보스니아 헤르체고비나 - 베냉 (도쿄도) - 부탄 (뉴델리) - 브라질 - 불가리아 - 부르키나파소 (도쿄 도) - 차드 (리야드) - 칠레 - 콜롬비아 - 크로아티아 - 쿠바 - 체코 (자카르타) - 키프로스 (뉴델리) - 덴마크 (싱가포르) - 조선민주주의인민공화국 (자카르타) - 에콰도르 - 이집트 - 에티오피아 (서울특별시) - 유럽 연합 (자카르타) - 핀란드 - 피지 - 가나 - 그리스 (자카르타) | - 기니 - 바티칸 시국 - 헝가리 (싱가포르) - 아이슬란드 (도쿄) - 이라크 - 아일랜드 (싱가포르) - 이스라엘 (싱가포르) - 이탈리아 (싱가포르) - 요르단 (자카르타) - 카자흐스탄 - 조선민주주의인민공화국 - 쿠웨이트 - 레바논 (베이징시) - 레소토 (베이징시) - 라이베리아 (베이징시) - 리비아 - 몰디브 - 말리 (도쿄 도) - 마셜 제도 (마주로) - 모리셔스 - 멕시코 (싱가포르) - 몽골 (비엔티안) - 모로코 - 모잠비크 (자카르타) - 네팔 (방콕) - 네덜란드 (싱가포르) - 뉴질랜드 - 니카라과 (도쿄 도) - 니제르 (리야드) - 나이지리아 - 노르웨이 - 팔레스타인 | - 파나마 (자카르타) - 파푸아뉴기니 (마닐라) - 페루 (싱가포르) - 폴란드 - 포르투갈 (자카르타) - 파라과이 (도쿄도) - 루마니아 - 세네갈 (다카르) - 소말리아 - 세르비아 (자카르타) - 시에라리온 (테헤란) - 슬로바키아 (자카르타) - 남아프리카 공화국 - 스페인 - 스리랑카 (싱가포르) - 수단 - 에스와티니 - 스웨덴 (싱가포르) - 스위스 (싱가포르) - 시리아 - 탄자니아 - 투르크메니스탄 - 튀니지 (자카르타) - 우크라이나 (싱가포르) - 아랍에미리트 (자카르타) - 우루과이 - 우즈베키스탄 - 베네수엘라 - 예멘 (자카르타) - 잠비아 (도쿄 도) - 짐바브웨 |

## 같이 보기
- 브루나이의 재외공관 목록